# João Capiberibe
João Alberto Rodrigues Capiberibe ou Capi (Afuá, 6 de maio de 1947) é um político brasileiro. Foi prefeito de Macapá, entre 1989 e 1992, governador do Amapá entre 1995 e 2002 e  senador, no mandato de 2011 a 2019 pelo PSB.

## Biografia
João Capiberibe nasceu em Afuá, na ilha de Marajó, no ano de 1947. Seu pai, poeta e músico, trabalhava em Belém como condutor de bonde. Depois de casado, seu pai resolve se embrenhar na floresta com toda a família. O menino cresceu às margens do rio Xarapucu, uma região isolada, sem eletricidade nem escola. Pouco depois a família muda-se para um bairro pobre de Macapá. Enquanto cursava o primário, João trabalhava como vendedor de jornal, loteria e frutas para ajudar seus pais.
Aos 10 anos entrou para um seminário de padres italianos, onde recebeu formação religiosa e humanista, interessando-se pela Bíblia e pela vida dos santos. Estudou em Macapá até os 17 anos. Passaram a militar no movimento estudantil.

## Carreira

### Início da carreira política
Em 1966 João partiu para Belo Horizonte, onde começou a estudar Economia. De volta a Belém, na Faculdade de Economia teve contato com a Ação Libertadora Nacional, e foi ao Rio de Janeiro encontrar-se com Carlos Marighella.[carece de fontes?]
João e Janete partiram para uma região de extrema pobreza na divisa do Pará com o Maranhão, a fim de organizar um grupo de guerrilha, mas foram presos. Torturado, João precisou fazer uma greve de fome para que lhe permitissem ver a filha recém-nascida. Doente, pesando 51 quilos, foi transferido para a Santa Casa, de onde conseguiu fugir, pela porta da frente do hospital, vestido com um avental de médico. Viajou clandestinamente por Manaus, Porto Velho, Guajará-Mirim no Brasil e Cochabamba na Bolívia, rumo a um longo exílio que duraria dez anos.

### Período do exílio
Os primeiros tempos do exílio foram passados entre a Bolívia, o Peru e o Chile. João conviveu com povos ribeirinhos, operários, camponeses, índios, caminhoneiros, artesãos; com diversas situações de pobreza, de miséria, de injustiças, de devastação do meio ambiente, conhecendo por dentro problemas da Amazônia e da América Latina. Mas, também, deparou-se com a grande força da floresta, e percebeu as possibilidades de um desenvolvimento não destrutivo. Com a queda do presidente do Chile, Salvador Allende, os Capiberibe foram para o Canadá, onde João formou-se em Zootecnia.

### Perseguições políticas
No Amapá, João Capiberibe sofreu perseguições políticas, e teve de mudar-se novamente, indo residir com a família em Pernambuco, onde se ligou a Miguel Arraes. Em seguida foi para o Acre, organizando ali sociedades agrícolas no Vale do Juruá.

### Eleições municipais, estaduais e federais
Em 1988, foi eleito para a prefeitura de Macapá, e em 1994, governador do estado, por dois mandatos. Criou um novo modelo de desenvolvimento para a Amazônia, unindo política, economia e questões ambientais. Extinguiu a aposentadoria para governadores do estado. Foram anos de crescimento sustentável no Amapá, e o êxito de sua política o consagrou Senador da República, em 2002. 
Durante sua intensa vida político-administrativa, João Capiberibe combateu projetos predadores e modernizou a gestão do Amapá, descentralizando o dinheiro, que passou a ir diretamente para a comunidade a ser beneficiada. A partir de 1999, criou um programa para extrair informação de receitas e despesas do orçamento do Estado. Todos os gastos eram publicados via internet, em dados simplificados, para que o contribuinte pudesse acompanhar o uso do dinheiro público. Em sua vida legislativa, a luta mais importante é a aprovação de uma lei que obriga os governos a divulgar pela internet seus orçamentos, melhor forma de evitar desvios e mau uso do dinheiro público.

### Cassação do mandato de senador da República
João Capiberibe teve seu mandato cassado pelo Tribunal Superior Eleitoral, por denuncia de compra de dois votos feita pelo senador e sua esposa no valor de 26 reais.
Na época, ambientalistas e políticos simpatizantes dos Capiberibe – dentre eles a então ministra Marina Silva, o Governador Jorge Viana, o então ministro Cristóvão Buarque, Chico Buarque, Chico César, Zuenir Ventura, Márcio Moreira Alves, e o próprio presidente Lula, entre outras pessoas dignas e notórias - vieram em sua defesa. O então presidente do PSB, Miguel Arraes, soltou nota em que dizia: "...surpreendendo o país, os fatos apontados como irregulares carecem de fundamento e são incompatíveis com a história pública de seriedade, respeitabilidade e combate ao abuso do poder econômico que distinguem as atuações e militância política do ex-governador João Capiberibe e da deputada Janete Capiberibe.” João e Janete Capiberibe, nas palavras do advogado Dalmo Dallari, são duas figuras públicas do mais alto nível, por sua integridade, por seu espírito público, por seu respeito pelas instituições, assim como por seu compromisso com os valores fundamentais da pessoa humana. 

### Volta ao Senado Federal
Em 2002, João Capiberibe e sua mulher Janete Capiberibe, que era deputada federal, foram acusados da comprar dois votos por 26 reais cada. Eles foram absolvidos pelo TRE do Amapá do processo movido contra eles pelo PMDB do senador José Sarney, mas acabaram tendo o mandato cassados pelo TSE. Em seu lugar assumiu Gilvam Borges. Em 2006 concorreu ao governo do Amapá pelo PSB, mas perdeu em primeiro turno para Waldez Góes, do PDT. Em 2010, foi candidato ao Senado, mas teve sua candidatura impugnada por força da Lei da Ficha Limpa, causado pela cassação em 2005. Seu filho, Camilo Capiberibe, acabaria por eleger-se governador do Amapá.
Barrado pela Lei da Ficha Limpa, apesar de ter sido eleito senador pelo Amapá com mais de 130 mil votos. Mas com a decisão do STF que derrubou a validade da norma nas eleições de 2010 João Capiberibe foi então liberado para assumir o cargo de Senador. Em 3 de novembro de 2011 o plenário do Supremo Tribunal Federal (STF) determinou a diplomação de Capiberibe, sendo empossado em 29 de novembro de 2011.

#### Votações
Em dezembro de 2016, votou contra a PEC do Teto dos Gastos Públicos. Em julho de 2017 votou contra a reforma trabalhista.
Em julho de 2017, votou a favor da cassação de Aécio Neves no conselho de ética do Senado.
Em outubro de 2017 votou a contra a manutenção do mandato do senador Aécio Neves mostrando-se favorável a decisão da Primeira Turma do STF no processo onde ele é acusado de corrupção e obstrução da justiça por solicitar dois milhões de reais ao empresário Joesley Batista.